# Flemingia tiliacea
Flemingia tiliacea är en ärtväxtart som beskrevs av Chawalit Niyomdham. Flemingia tiliacea ingår i släktet Flemingia och familjen ärtväxter. Inga underarter finns listade i Catalogue of Life.